# Blumenhagen
Blumenhagen is een ortsteil van der Duitse gemeente Jatznick in de deelstaat Mecklenburg-Voor-Pommeren. Tot 1 januari 2012 was Blumenhagen een zelfstandige gemeente. Blumenhagen ligt circa 8 km ten zuidwesten van Jatznick.
Blumenhagen heeft een spoorweghalte aan een spoorlijn tussen Strasburg en Station Pasewalk, ruim 9 km ten westen van dit laatste station; zie: Spoorlijn Szczecin - Strasburg. Blumenhagen ligt ook niet ver van de Autobahn A 20, maar de dichtstbij gelegen afrit is pas te Pasewalk.
Het dorp wordt in 1375 voor het eerst in een document vermeld.
In Blumenhagen werd  op 19 november 1763 de kunstcriticus en bibliothecaris Carl Ludwig Fernow geboren. Fernow bracht in zijn geschriften veel van de cultuur van Italië over naar de kring rond Schiller en Goethe te Weimar, waar Fernow in 1808 overleed. Ook schreef hij in 1804 een toonaangevende taalcursus Italiaans.